# Пикази (Месина)
Пикази је насеље у Италији у округу Месина, региону Сицилија.
Према процени из 2011. у насељу је живело 12 становника. Насеље се налази на надморској висини од 544 м.